# فرودگاه ملی تاموئین
فرودگاه ملی تاموئین (به انگلیسی: Tamuín National Airport) یک فرودگاه همگانی مسافربری با کد یاتا TSL است که یک باند فرود آسفالت دارد و طول باند آن ۱۴۴۳ متر است. این فرودگاه در کشور مکزیک قرار دارد و در ارتفاع ۵۰ متری از سطح دریا واقع شده است.